# Sierra № 3
«Sierra № 3» (заводской номер — 4493) — американский грузопассажирский паровоз типа 2-3-0 (амер. англ. 4-6-0 «Ten-wheeler» — Десятиколёсный) и конструкции конца XIX века (построен в 1891 году). В настоящее время принадлежит национальному историческому парку «Рейлтаун 1897» (Джейстаун, штат Калифорния), ранее относился к калифорнийской дороге Sierra Railroad. Sierra № 3 известен по прозвищу «Паровоз-кинозвезда» (англ. Movie Star Locomotive), так как являясь архетипическим локомотивом рубежа XIX и XX веков, активно использовался при съёмках фильмов и телесериалов, преимущественно жанра «вестерн», снявшись таким образом примерно в сотне картин — больше, чем любой другой паровоз в США, да и во всём мире.
В 1995 году Sierra № 3 был снят с эксплуатации по причине износа парового котла. Однако благодаря поддержке общественности, включая и актёров Голливуда, паровоз прошёл капитально-восстановительный ремонт, а в 2010 году возвращён в строй.

## Ранняя история
Паровоз был построен в 1891 году заводом Rogers Locomotive and Machine Works (Патерсон, Нью-Джерси). 26 марта локомотиву присвоили заводской номер 4493, после чего продали американской Prescott & Arizona Central Railway (P&AC), где был зарегистрирован под номером № 3 и именем WN Kelley (в честь казначея компании). Но уже через два года, 1 июля 1893 года, Prescott & Arizona Central объявила себя банкротом, а вскоре её президент Томас С. Балок (англ. Thomas S. Bullock) переехал из Аризоны в Калифорнию, перевезя с собой и часть подвижного состава, в т.ч. — паровоз № 3. Там ему удаётся заручиться поддержкой принца Андре Понятовски и банкира Генри Уильяма Крокера, а 4 ноября 1896 года Балок и Понятовски заключили соглашение о создании железнодорожной компании Sierra Pacific Railway Company (Sierra Ry), занимавшейся перевозками древесины из Окдейла в соседние округа. В апреле 1897 года локомотив № 3 своим ходом прибыл в Окдейл, а 1 июня был выкуплен дорогой за $ 2800, став таким образом Sierra № 3, после чего с 10 июня начал водить пассажирские поезда между Окдейлом и Куперстауном.
12, либо 13 июля локомотив попал в происшествие, когда к востоку от Куперстауна сошёл с рельсов и был повреждён, но к 16 июля его восстановили. С октября по ноябрь 1897 года паровоз вновь снимают с линии, на сей раз из-за ремонта котлового оборудования, который был выполнен в Сакраменто. 19 февраля 1898 года паровоз попадает в ещё одну катастрофу, когда в Куперстауне из-за ошибки стрелочника-китайца сошёл с рельсов, перевернулся и упал с насыпи. Погиб проводник Уильям Г. Бэйли (англ. William G. Bailey), который по неподтверждённым данным являлся двоюродным братом основателя компании Томаса Балока. Сам локомотив прошёл ремонт стоимостью $ 500 и вернулся к эксплуатации. Следующий сход на стрелочном переводе произошёл в 1904 году, но на сей раз обошлось без человеческих жертв. Однако в том же 1904 году произошло крушение в составе строительного поезда, при этом погиб машинист. В 1901 году согласно отчёту компании весь подвижной парк дороги был оборудован автосцепкой Джаннея. В мае 1905 года, по данным главного инженера, приобретение нового паровоза обошлось бы дороге в $ 4500—5000, что куда дороже проведения текущего ремонта уже действующих, поэтому с сентября по ноябрь 1905 года № 3 прошёл текущий ремонт. В феврале—марте 1908 года этот паровоз перевели на грузовые перевозки.
В марте 1914 года Sierra № 3 прошёл капитальный ремонт, а с 28 сентября 1915 года начал эксплуатироваться как толкач, заменив Sierra № 2 типа 0-3-0, тогда как его самого в грузовых перевозках заменил Sierra № 18 типа 1-4-0. В июне 1916 года из-за уже недостаточного сцепного веса был переведён из грузовых перевозок обратно в пассажирские. 25 ноября 1918 года паровоз попадает в одно из самых серьёзных происшествий, когда с пассажирским поездом он сошёл с рельсов близ Сангинетти и перевернулся. В происшествии были ранены два человека, но никто не погиб, однако у паровоза оказалась разрушена будка. В феврале 1919 года был произведён ремонт стоимостью $ 504,43 в ходе которого на паровоз была поставлена будка от уже списанного паровоза дороги Southern Pacific.
Известно, что 26 мая 1919 года фирменный поезд дороги «Sierra Angels» был зафрахтован для съёмок в эпизоде сериала Красные перчатки, одну из главных ролей в котором сыграл Патрик О’Мелли. Не удалось определить точно, какой локомотив был у этого поезда, есть вероятность, что им был № 3. Первым же фильмом, в котором точно снимался  № 3, стал Террор 1920 года с Томом Миксом и Франселией Биллингтон в главных ролях. В мае 1929 году паровоз уже снимается в фильме Виргинец (в главных ролях Гэри Купер и Уолтер Хьюстон) — первом в истории фильме, озвучивание которого осуществлялось прямо на съёмочной площадке. В апреле следующего года локомотив под названием «Southern States № 8» снимается в ещё одном вестерне — Техасец (в главных ролях Гэри Купер и Фэй Рэй).
В мае 1932 года в разгар Великой депрессии Sierra Ry объявила о своём банкротстве, а её локомотивы встали «под забор». 31 мая 1937 года Sierra Railroad Company была преобразована в Sierra Railway, тем самым закончив процедуру банкротства, но № 3 не вернулся к эксплуатации, продолжая оставаться «на приколе» ещё почти десяток лет. Паровоз чудом не был пущен на металлолом в период Второй мировой войны, прежде чем о нём вспомнили в 1946 году. В тот период шли съёмки фильма Дуэль под солнцем, а сцену с поездами намеревались снять на дороге Sierra, причём по ходу сюжета поезд терпел крушение. В декабре 1946 года создатели картины обратились к дороге с предложением отдать им этот уже неиспользуемый локомотив, чтобы затем разбить его. Но к счастью Главный инженер дороги Билл Тремеуэн (англ. Bill Tremewan) сумел убедить руководство дороги, что паровоз ещё можно восстановить и сдавать в аренду в качестве действующего локомотива. Тогда в январе 1947 года № 3 прошёл ремонт, в ходе которого были заменены дымогарные трубы и вкладыши. 30 мая 1948 года паровоз официально вернулся в эксплуатацию, а в октябре 1950 года снялся в фильме Вайомингская почта (англ.  Wyoming Mail).
20 июля 1979 года локомотив был оценён в 175 тысяч долларов США, так как банк, который владел частью акций дороги принял решение продать его, но в тот раз сделка сорвалась. После урегулирования всех вопросов, 15 сентября 1981 года Sierra № 3 был выкуплен штатом Калифорния, после чего передан в национальный исторический парк Рейлтаун 1897.
В 1995 году Федеральное управление железнодорожного транспорта США издало новые стандарты безопасности к паровым котлам. Sierra № 3, которому уже было более 100 лет, для соответствия этим стандартам должен был пройти крупный капитальный ремонт с фактически полной заменой котла, поэтому его сняли с эксплуатации и поставили на хранение.

## Характеристики
Паровоз относится к типу 2-3-0, то есть с тремя движущими (тяговыми) осями, спереди которых установлены две бегунковые для снижения нагрузки на рельсы. Паровая машина двухцилиндровая и, вероятно, однократного расширения (диаметры обоих цилиндров одинаковы). Размеры паровой машины известны достаточно точно: диаметр цилиндров — 17 дюймов (431,8000000 мм), ход поршня — 24 дюйма (610 мм), максимальное рабочее давление пара в котле на момент выпуска — 160 фунтов на кв. дюйм (1,1031611669 МПа). Диаметр движущих колёс по разным источникам составлял 54—56 дюймов (1372—1422 мм), сцепной вес — 72—74 тысяч фунтов (33—34 тонны), общий вес — 100—117 тысяч фунтов (45—53 тонны). Жёсткая колёсная база локомотива (по крайним движущим осям) — 13 ф. 6 д. (4110 мм), полная — 23 ф. 11 д. (7290 мм). Четырёхосный тендер имел диаметр колёс 33 дюйма (838 мм), объём водяного бака составлял примерно 3400—3452 галлона (12—13 м³), объём ящика для топлива — 703—726 галлонов (2,6—2,7 м³). Вес полностью снаряжённого тендера по некоторым данным составлял 63 556 фунтов (28 829 кг).
Изначально паровоз был рассчитан на отопление каменным углём, но к июню 1898 года дорога перевела все паровозы на отопление дровами. Затем в период с 1900 по 1902 года на дороге был выполнен ряд работ, в ходе которых все паровозы были переведены на отопление мазутом. 7 февраля 1908 года локомотив был оборудован прожектором на основе ацетиленовой горелки, которую в 1917 году сменила электрическая лампа. В 1911 году у паровоза были заменены цилиндры паровой машины взамен изношенных. Новые цилиндры дорога сперва намеревалась заказать 21 октября на Baldwin Locomotive Works, но через 5 дней перепоручила заказ другой компании — ALCO. В 1947 году в ходе восстановления паровоза максимальное давление пара по техническому состоянию котла было снижено до 150 фунтов на кв. дюйм (1,0342135940 МПа).

## Фильмография
| Год       |     | Русское название                     | Оригинальное название                | Роль             |
| --------- | --- | ------------------------------------ | ------------------------------------ | ---------------- |
| 1920      | ф   | Террор                               | The Terror                           |                  |
| 1929      | ф   | Виргинец                             | The Virginian                        |                  |
| 1930      | ф   | Техасец                              | The Texan                            |                  |
| 1950      | ф   |                                      | Sierra Passage                       |                  |
| 1950      | ф   | Вайомингская почта                   | Wyoming Mail                         |                  |
| 1952      | ф   | Ровно в полдень                      | High Noon                            |                  |
| 1952      | ф   |                                      | The Cimarron Kid                     |                  |
| 1953      | ф   | Канзас Пасифик                       | Kansas Pacific                       |                  |
| 1954      | ф   | Апачи                                | Apache                               |                  |
| 1955      | ф   | Ярость на рассвете                   | Rage at Dawn                         |                  |
| 1955      | ф   |                                      | The Return of Jack Slade             |                  |
| 1955      | ф   | Техасская леди                       | Texas Lady                           |                  |
| 1956      | с   | Одинокий рейнджер                    | The Lone Ranger                      |                  |
| 1957      | ф   |                                      | The Big Land                         |                  |
| 1957      | с   |                                      | Tales of Wells Fargo                 |                  |
| 1958      | ф   |                                      | Terror in a Texas Town               |                  |
| 1958      | ф   | Человек с Запада                     | Man of the West                      |                  |
| 1958      | с   |                                      | Casey Jones                          |                  |
| 1959      | ф   |                                      | Face of a Fugitive                   |                  |
| 1959—1966 | с   | Сыромятная кожа                      | Rawhide                              |                  |
| 1960      | с   |                                      | Overland Trail                       |                  |
| 1961—1962 | с   | Лесси                                | Lassie                               |                  |
| 1962—1965 | с   |                                      | Death Valley Days                    |                  |
| 1963      | тф  |                                      | The Raiders                          |                  |
| 1963—1970 | с   |                                      | Petticoat Junction                   |                  |
| 1964      | ф   |                                      | The Outrage                          |                  |
| 1964      | с   |                                      | The Wild Wild West                   |                  |
| 1964—1966 | с   | Большая долина                       | The Big Valley                       |                  |
| 1965—1966 | с   |                                      | The Legend of Jesse James            |                  |
| 1960      | с   |                                      | Overland Trail                       |                  |
| 1966      | ф   |                                      | The Rare Breed                       |                  |
| 1966      | ф   | Большие гонки                        | The Great Race                       |                  |
| 1966      | тф  |                                      | Scalplock                            |                  |
| 1966—1968 | с   |                                      | The Iron Horse                       |                  |
| 1967      | ф   |                                      | The Perils of Pauline                |                  |
| 1967      | с   |                                      | Cimarron Strip                       |                  |
| 1967      | с   |                                      | Dundee and the Culhane               |                  |
| 1967      | с   |                                      | The Man from U.N.C.L.E.              |                  |
| 1967      | док |                                      | Ballad of the Iron Horse             |                  |
| 1968      | ф   | Радуга Финиана                       | Finian's Rainbow                     |                  |
| 1968      | ф   |                                      | A Man Called Gannon                  |                  |
| 1969      | ф   |                                      | The Great Bank Robbery               |                  |
| 1971      | ф   |                                      | Joe Hill                             |                  |
| 1971      | с   | Дымок из ствола                      | Gunsmoke                             |                  |
| 1972      | ф   |                                      | The Great Northfield Minnesota Raid  |                  |
| 1972      | с   | Бонанза                              | Bonanza                              |                  |
| 1972      | док |                                      | The Great Man's Whiskers             |                  |
| 1973      | ф   | Оклахома, как она есть               | Oklahoma Crude                       |                  |
| 1975      | док |                                      | Inventing of America                 |                  |
| 1975—1983 | с   | Маленький домик в прериях            | Little House on the Prairie          |                  |
| 1976      | ф   | Торговцы грёзами                     | Nickelodeon                          |                  |
| 1976      | ф   | На пути к славе                      | Bound for Glory                      |                  |
| 1976      | тф  |                                      | Law of the Land                      |                  |
| 1978      | с   |                                      | A Woman Called Moses                 |                  |
| 1978      | тф  |                                      | Lacy and the Mississippi Queen       |                  |
| 1978      | тф  |                                      | Kate Bliss and the Ticker Tape Kid   |                  |
| 1979      | ф   |                                      | The Apple Dumpling Gang Rides Again  |                  |
| 1979      | тф  |                                      | The Night Rider                      |                  |
| 1979      | тф  |                                      | The Last Ride of the Dalton Gang     |                  |
| 1980      | ф   | Скачущие издалека                    | The Long Riders                      |                  |
| 1980      | тф  | Белль Старр                          | Belle Starr                          |                  |
| 1980      | с   |                                      | East of Eden                         |                  |
| 1981      | с   |                                      | Father Murphy                        |                  |
| 1984      | с   | Команда «А»                          | The A-Team                           |                  |
| 1985      | ф   | Бледный всадник                      | Pale Rider                           |                  |
| 1986      | ф   |                                      | Blood Red                            |                  |
| 1988      | тф  |                                      | Bonanza: The Next Generation         |                  |
| 1990      | ф   | Назад в будущее 3                    | Back to the Future Part III          | Паровоз № 131    |
| 1992      | ф   | Непрощённый                          | Unforgiven                           |                  |
| 1993      | с   | Приключения Бриско Каунти — младшего | The Adventures of Brisco County, Jr. |                  |
| 1994      | ф   | Плохие девчонки                      | Bad Girls                            |                  |
| 1996      | с   | Доктор Куин, женщина-врач            | Dr. Quinn, Medicine Woman            | 1 серия 5 сезона |

## Реконструкция 2000-х годов
После отстранения паровоза от эксплуатации были начаты попытки вновь вернуть его к работе. В 2000—2001 годах был проведён технологический ремонт, так как была задержка с финансированием от штата, а на этом этапе было потрачено 100 000 долларов. Далее работы задержались, пока 25 января 2007 года заместитель директора фонда Кэти Дейгл (англ. Kathy Daigle) не опубликовала заметку о начале сбора средств для восстановления уникального локомотива. На тот момент стоимость работ оценивалась в 600 000 долларов, причём если сохранять родное оборудование. И среди тех, кто откликнулся на эту заметку, неожиданно оказался знаменитый актёр и режиссёр Клинт Иствуд, который отозвался о Sierra № 3 как о «старом верном друге» (англ. The Sierra No. 3 is like a treasured old friend) и призвал голливудских знаменитостей спасти известный паровоз:

В начале своей карьеры мне довелось ездить на Sierra № 3 в телесериале Сыромятная кожа. Спустя 20 лет я вернулся к № 3, чтобы использовать его в своих творениях Бледный всадник и Непрощённый. Даже в бизнесе вымышленных вещей мы должны сохранить реальные ценности.Оригинальный текст (англ.)Early in my career, I rode Sierra No. 3 on the television series 'Rawhide.' Over 20 years later, I returned to use No. 3 for my own productions 'Pale Rider' and 'Unforgiven.' Even in the business of make-believe, you can't beat the real thing.

Sierra № 3 находится в государственном историческом парке Railtown 1897. Он расположен в историческом депо, существующем до сих пор. Эти два объекта дают редкую возможность переместиться назад во времени на 109 лет. Использование этого паровоза даст ещё один повод режиссёрам не покидать Калифорнию, что уже продемонстрировано сотней картин, где Sierra № 3 появлялся в прошедшие годы.Оригинальный текст (англ.)Sierra No. 3 resides at Railtown 1897 State Historic Park. It is housed in the original roundhouse which is still in use. Together these two assets provide a rare opportunity to experience history just as it was 109 years ago. Having this locomotive in operation will give filmmakers another reason to stay in California, as demonstrated by the hundreds of productions Sierra No. 3 has appeared in over the years.
После получения необходимых средств были начаты работы по восстановлению локомотива. При проведении работ рабочие с целью повышения прочности конструкции старались по возможности использовать сварку, а клёпочные швы оставить лишь снаружи, и то для декора. Также была проведена диагностика парового котла, которая показала, что тот уже выработал свой ресурс и требует замены. Тогда был заказан и поставлен новый паровой котёл, на сей раз сварной. Заменили и узлы движущего механизма, включая поршни паровой машины и движущие колёса. В целом паровозу вернули облик 1929 года, на период съёмок в фильме Виргинец, а общая стоимость работ составила около 1 600 000 долларов.
3 июля 2010 года в торжественной обстановке паровоз вернулся к эксплуатации. По данным на 2015 год он продолжает как и раньше водить туристические поезда.